# Хазанович, Амалия Михайловна
Амалия Михайловна Хазанович (25 июня (8 июля) 1912, Иркутск, Российская империя — 1986, СССР) — заведующая Красным чумом, просветитель и популяризатор культурно-массовой работы среди коренных малочисленных народов Крайнего Севера.

## Биография

### Ранние годы
Амалия Хазанович родилась в Иркутске и рано осталась без отца. Жила с мамой, в числе первых вступила в пионеры, а в 1930 году — в комсомол. Была направлена на Урал, работала секретарем исполкома сельсовета и заведовала избой-читальней. Затем приехала в Москву, сотрудничала с «Московской колхозной газетой». Когда советская страна и весь мир следили за челюскинской эпопеей, Амалия решила посвятить свою жизнь покорению Севера.
В апреле 1934 года ЦК ВЛКСМ в газете «Комсомольская правда» объявил первый призыв 100 комсомольцев на освоение Арктики. Амалия написала в газету письмо: «Я готова посвятить себя работе на далеком Севере. Мне 21 год. Работала на Урале врачом. Радиолюбительница. Член ВЛКСМ с 1930 г. Сейчас работаю инструментальщицей на заводе ВИМЭ. Гибель „Челюскина“, тяжелые условия спасения героев — всё это еще раз говорит о необходимости изучения Арктики…». Она также перечислила свои умения и сообщила, что имеет значки «Готов к труду и обороне» и «Ворошиловский стрелок», знает метеорологию, способна вести культурную работу среди аборигенов Севера. Она верила, что попадёт в первую сотню энтузиастов, но не получилось — её направили вести культурно-массовую работу в подмосковный колхоз Лыткарино Ухтомского района.

### На Таймыре
Только через два года, в мае 1936 года, Амалию пригласили в Главное управление Севморпути и предложили отправиться заведующей Красным чумом  на Хатангскую культурную базу на Таймыре. 
1 июня 1936 году Амалия села на поезд до Красноярска, а там на пароход, который вёз по Енисею на гастроли в Игарку, где в тот год появился Первый Заполярный театр, артистов Малого театра во главе с Верой Пашенной. Познакомившийся с Амалией на пароходе журналист, писатель Георгий Кублицкий запомнил ее как «девушку с быстрой речью, с насмешливыми глазами за выпуклыми стеклами роговых очков».
Преодолев ещё 1200 км на самолёте, Амалия 3 августа прибыла на Хатангскую культурную базу на Таймырском полуострове, где, как и везде на Крайнем Севере, еще в конце 1920-х годов людей, умеющих читать по слогам или расписываться, были единицы. Среди нганасан не было ни одного грамотного, среди ненцев Лапто-салянского рода — лишь один. К 1925 году на всем Крайнем Севере было 6 школ. Для ликвидации неграмотности среди аборигенов были организованы кочевые школы, а также Красные чумы, работники которых кочевали по тундре вместе с оленеводами и охотниками, выполняя при этом обязанности библиотекарей, учителей и даже медиков.  
Начальник культбазы Михаил Фёдорович Данилов рассказал Амалии, что Хатанга — самый отдаленный район Таймыра площадью 636 тыс. кв. км, летом связанный с Большой землей только самолётом, а зимой —  зимником. Население представлено долганами, нганасанами, якутами и старинными русским поселенцами, по 200 кв.км на каждого жителя. Все они  кочуют с оленьими стадами в поисках пастбищ в поисках ягельника, которым кормятся олени. Данилов предложил Амалии начать работать на станке Исаевском, расположенном между Волочанкой и Хатангой, где имелся передвижной балок длиной  4,3 м, шириной 2 м, высотой 1,8 м. Чтобы разместить в этом крошечном пространстве печку, нары для сна, скамейки, стол, ящики с культинвентарем, вещи и продукты, Амалия придумала складную мебель, которую можно было использовать для занятий днем и для сна ночью. Железную печку ей сделал ученик механической мастерской культбазы долганин Петя Необутов. Комсомольцы помогли собрать инвентарь для Красного чума: из белой рулонной бумаги сшили тетради, оформили альбом из снимков, вырезанных из журналов и газет, нарисовали разрезную азбуку, собрали во всех учреждениях и конторах карандаши и патефонные пластинки.    

### Среди долган
18 октября  1936 года Амалия выехала на станок Исаевский, седьмой по счёту на оленьем тракте, в 260 км от Хатанги. В первый же день её появления Красный чум посетили почти все жители станка, удивлённые чистотой в балке. На первом собрании комсомолка рассказала о предстоящей учёбе, после которой каждый сможет взять в руки книгу и прочесть её. В качестве переводчика выступил председатель Затундро-Якутского кочевого Совета Никита Налтанов.   
Учиться согласились девять взрослых мужчин, остальные сначала не верили в учёбу, зато на собрания приходили почти все, в том числе и девушки. Через месяц на занятиях появились первые четыре девушки-долганки.  Чтобы женщины навели порядок в своих балках, Амалия провела соревнование «За самый чистый балок», а затем после очередного собрания превратила свой балок в баню и на глазах у собравшихся девушек вымылась. Лишь одна из девушек последовала её примеру, представ перед подругами чистой и причесанной.  Тут же были постираны её грязное платье и фартук.  
Накануне праздника 8 Марта исаевские девушки вызвали на соревнование все Красные чумы Таймырского округа, поставив в  соцдоговор пункт о еженедельном мытье тела горячей водой и стирке белья. 8 марта 1937 г. в 42-градусный мороз нарядные исаевцы встречали гостей, приезжающих с разных концов тундры. Митинг устроили на улице, исаевские женщины получили премии за образцовое состояние балков, за свою личную опрятность и опрятность своих семей. Девушкам-долганкам вручили подарки: скатерти, махровые полотенца, разноцветные ленты.
Так Амалия кочевала с долганами, непосредственно в тундре обучая их грамоте, основным навыкам гигиены и медицинской помощи. На одной из стоянок приехавший туда гость — этнограф Андрей Андреевич Попов — рассказал девушке о самом северном и бедном народе мира, который он в то время изучал  — нганасанах. У них были примитивные холодные чумы, отапливаемые внутри простым очагом, из одежды - только малицы на голое тело, они исповедовали шаманизм и язычество, сопротивлялись любым попыткам просвещения, убивая или вывозя в тундру присылаемых к ним учителей. Амалия не испугалась и направила руководству просьбу включить ее в культбригаду для кочевания с этим народом или в крайнем случае отправить её одну. Бригаду собрать не удалось, девушка отправилась кочевать  с нганасанами в одиночестве. 

### С нганасанами
Амалии посоветовали не смотреть, как готовится еда, чтобы ненароком не отказаться от угощения и не оскорбить хозяев, так что в общении с кочевниками ей понемногу приходилось обучать их элементарной гигиене. Она старалась переубедить своих спутников в пользу грамотности, поскольку шаманы внушали, что знания грозят неудачей в охоте, повлиять на предубеждения в отношении к «поганой» женщине. Девушка писала  в дневнике: «Лично я, не жалея, отдаю свои знания, свой труд до конца, до предела моих сил, хотя переношу великие трудности. Здесь я учусь у жизни».
Понемногу Амалия завоевала доверие кочевников и получила высшее признание от них, когда после удачной охоты мужчины племени принесли ей по оленьему языку.
Амалии Хазанович удалось убедить нганасан организовать промыслово-охотничье товарищество, она была избрана секретарём участковой избирательной комиссии по выборам в Верховный Совет СССР по Вадеево-Нганасанскому округу. Её достижением было то, что в голосовании впервые участвовали нганасанские женщины.
По итогам 15-летней работы на Таймыре она написала книгу «Друзья мои нганасаны: из таймырских дневников», выдержавшую несколько переизданий. Выход этой книги побудил многих выпускниц педагогических вузов отправиться работать на Крайний Север. 
«Солнце спешит попрощаться с землей. Ему теперь нечего делать. Согревать землю будет мягкое, пушистое одеяло снежной зимы. Светило быстро обегает маленький круг по небу и, на мгновение задержавшись, проваливается в далекий горизонт. Нам так мало его света, что мы ловим зарю, когда людям полагается еще спать. Открываем входы в чум то с юга, то с севера…» - с этой дневниковой записи Амалии от 27 сентября 1937 года  когда-то начиналась её книга.

### В Арктике
После окончания своей миссии в 1938 году Амалия не покинула Арктику. Она  работала в отделе культуры и комсомольском отделе политуправления управления Главсевморпути, старшим коллектором Нордвикской нефтеразведочной экспедиции. 
После этого занялась наукой, став  младшим научным сотрудником Арктического института, старшим техником-метеорологом треста «Арктикаразведка», старшим научным сотрудником горно-геологического управления Главсевморпути.

### Последние годы
С 1957 года, после окончания Высших экономических курсов при Госплане СССР, и до самой пенсии Амалия Михайловна работала старшим экономистом Управления переоценки основных фондов  ЦСУ РСФСР.
Скончалась в 1986 году. По завещанию её прах был частично похоронен в посёлке Новая сельского поселения Хатанга, а частично развеен над тундрой.

## Память
В 2012 году на Таймыре отмечали 100 лет со дня рождения Амалии Михайловны Хазанович. В своём выступлении глава Таймыра отметил: "Исполняется  75 лет со дня приезда этой сильной женщины – Учителя с большой буквы, на Таймыр. В своё время она не побоялась сурового климата Заполярья, неизвестности и неизведанности и выполнила свой профессиональный долг. Пусть же первая таймырская учительница станет для всех педагогов муниципального района символом верности профессии!".
В посёлке "Новая" установлен обелиск в честь памяти А.М. Хазанович.
Опыт Амалии Хазанович был отражён в экспозиции Таймырского краеведческого музея, часть личной библиотеки она завещала Хатангской школе.